# Sidaurip (Binangun)
Sidaurip is een bestuurslaag in het regentschap Cilacap van de provincie Midden-Java, Indonesië. Sidaurip telt 4602 inwoners (volkstelling 2010).